# Elimia striatula
Elimia striatula är en snäckart som först beskrevs av I. Lea 1842.  Elimia striatula ingår i släktet Elimia och familjen Pleuroceridae. IUCN kategoriserar arten globalt som nära hotad. Inga underarter finns listade i Catalogue of Life.